# William Jackson of Masham
William Jackson of Masham, född 9 januari 1815, död 15 april 1866, var en brittisk organist och kompositör i Masham.

## Biografi
William Jackson of Masham föddes 9 januari 1815. Han var verksam som kompositör och organist i Masham. Han har bland annat komponerat oratorierna Jesajas och Det befriade Jerusalem.